# Zlatý pohár CONCACAF 2007
Zlatý pohár CONCACAF 2007 bylo 19. mistrovství pořádané fotbalovou asociací CONCACAF. Vítězem se stala Fotbalová reprezentace Spojených států, která tak obhájila titul z minulého ročníku.

## Kvalifikované týmy
Hlavní článek: Kvalifikace na Zlatý pohár CONCACAF 2007

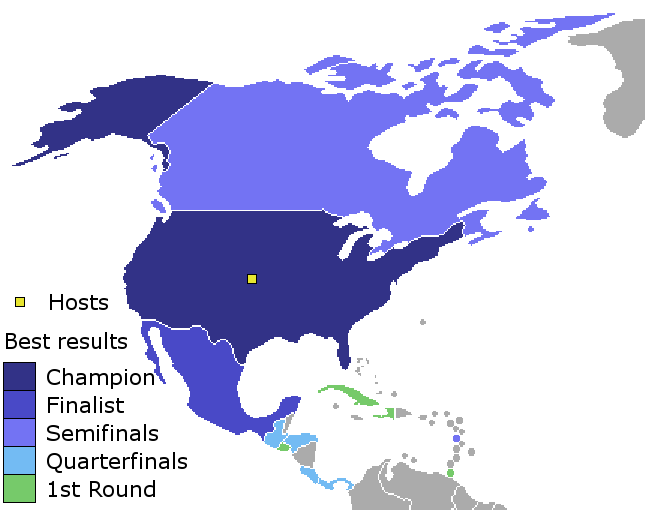
Mapa účastníků

Severoamerická zóna - kvalifikováni automaticky:
- USA (hostitel, 9. účast)
- Mexiko (9. účast)
- Kanada (8. účast)

Karibská zóna - kvalifikováni přes Karibský pohár 2007:
- Vítěz:  Haiti (3. účast)
- 2. místo:  Trinidad a Tobago (7. účast)
- 3. místo:  Kuba (5. účast)
- 4. místo:  Guadeloupe (1. účast)

Středoamerická zóna - kvalifikováni přes Středoamerický pohár 2007:
- Vítěz:  Kostarika (8. účast)
- 2. místo:  Panama (3. účast)
- 3. místo:  Guatemala (8. účast)
- 4. místo:  Salvador (5. účast)
- 5. místo:  Honduras (8. účast)

Pozn. Účasti počítány od roku 1991.

## Základní skupiny
| Vysvětlivky | Vysvětlivky                                                                                  |
| ----------- | -------------------------------------------------------------------------------------------- |
|             | První dva týmy z každé skupiny a nejlepší dva týmy na třetích místech postoupily do play off |

### Skupina A
| Tým        | B | Z | V | R | P | VG | IG | +/- |
| ---------- | - | - | - | - | - | -- | -- | --- |
| Kanada     | 6 | 3 | 2 | 0 | 1 | 5  | 3  | +2  |
| Kostarika  | 4 | 3 | 1 | 1 | 1 | 3  | 3  | 0   |
| Guadeloupe | 4 | 3 | 1 | 1 | 1 | 3  | 3  | 0   |
| Haiti      | 2 | 3 | 0 | 2 | 1 | 2  | 4  | -2  |

| 6. června 2007 19:00 EDT |       |                    |                            |
| Kostarika                | 1 - 2 | Kanada             | Orange Bowl Miami, Florida |
| Centeno 56'              |       | 57', 73' de Guzmán | Orange Bowl Miami, Florida |

| 6. června 2007 21:00 EDT |       |                  |                            |
| Guadeloupe               | 1 - 1 | Haiti            | Orange Bowl Miami, Florida |
| Fiston 54'               |       | 36' (pen.) Chery | Orange Bowl Miami, Florida |

| 9. června 2007 19:00 EDT |       |                           |                            |
| Kanada                   | 1 - 2 | Guadeloupe                | Orange Bowl Miami, Florida |
| Gerba 35'                |       | 10' Angloma 37' Fleurival | Orange Bowl Miami, Florida |

| 9. června 2007 21:00 EDT |       |             |                            |
| Haiti                    | 1 - 1 | Kostarika   | Orange Bowl Miami, Florida |
| Boucicaut 71'            |       | 62' Centeno | Orange Bowl Miami, Florida |

| 11. června 2007 19:00 EDT |       |            |                            |
| Kostarika                 | 1 - 0 | Guadeloupe | Orange Bowl Miami, Florida |
| Centeno 14'               |       |            | Orange Bowl Miami, Florida |

| 11. června 2007 21:00 EDT |       |                            |                            |
| Haiti                     | 0 - 2 | Kanada                     | Orange Bowl Miami, Florida |
|                           |       | 31', 35' (pen.) De Rosario | Orange Bowl Miami, Florida |

### Skupina B
| Tým               | B | Z | V | R | P | VG | IG | +/- |
| ----------------- | - | - | - | - | - | -- | -- | --- |
| USA               | 9 | 3 | 3 | 0 | 0 | 7  | 0  | +7  |
| Guatemala         | 4 | 3 | 1 | 1 | 1 | 2  | 2  | 0   |
| Salvador          | 3 | 3 | 1 | 0 | 2 | 2  | 6  | -4  |
| Trinidad a Tobago | 1 | 3 | 0 | 1 | 2 | 2  | 5  | -3  |

| 12. června 2007 19:00 EDT                         |       |          |                                            |
| USA                                               | 4 - 0 | Salvador | Gillette Stadium Foxborough, Massachusetts |
| Beasley 34', 90' Donovan 45+' (pen.) Twellman 73' |       |          | Gillette Stadium Foxborough, Massachusetts |

| 12. června 2007 21:00 EDT |       |           |                                            |
| Trinidad a Tobago         | 1 - 1 | Guatemala | Gillette Stadium Foxborough, Massachusetts |
| McFarlane 87'             |       | 83' Ruiz  | Gillette Stadium Foxborough, Massachusetts |

### Skupina C
| Tým      | B | Z | V | R | P | VG | IG | +/- |
| -------- | - | - | - | - | - | -- | -- | --- |
| Honduras | 6 | 3 | 2 | 0 | 1 | 9  | 4  | +5  |
| Mexiko   | 6 | 3 | 2 | 0 | 1 | 4  | 3  | +1  |
| Panama   | 4 | 3 | 1 | 1 | 1 | 5  | 5  | 0   |
| Kuba     | 1 | 3 | 0 | 1 | 2 | 3  | 9  | -6  |

| 8. června 2007 19:00 EDT           |       |                          |                                            |
| Panama                             | 3 - 2 | Honduras                 | Giants Stadium East Rutherford, New Jersey |
| Rivera 33' B. Pérez 42' Garcés 83' |       | 40' Guevara 90+2' Costly | Giants Stadium East Rutherford, New Jersey |

| 8. června 2007 21:00 EDT  |       |               |                                            |
| Mexiko                    | 2 - 1 | Kuba          | Giants Stadium East Rutherford, New Jersey |
| Borgetti 38' Castillo 56' |       | 23' Alcántara | Giants Stadium East Rutherford, New Jersey |

| 10. června 2007 16:00 EDT |       |                   |                                            |
| Honduras                  | 2 - 1 | Mexiko            | Giants Stadium East Rutherford, New Jersey |
| Costly 57', 90'           |       | 29' (pen.) Blanco | Giants Stadium East Rutherford, New Jersey |

| 10. června 2007 18:00 EDT |       |                          |                                            |
| Panama                    | 2 - 2 | Kuba                     | Giants Stadium East Rutherford, New Jersey |
| Garcés 14' B. Pérez 45'   |       | 27' Colomé 74' Alcántara | Giants Stadium East Rutherford, New Jersey |

| 13. červen 2007 20:00 EDT (19:00 CDT) |       |                                            |                                |
| Kuba                                  | 0 - 5 | Honduras                                   | Reliant Stadium Houston, Texas |
|                                       |       | 3', 12', 42', 53' Pavón 90' (pen.) Guevara | Reliant Stadium Houston, Texas |

| 13. června 2007 22:00 EDT (21:00 CDT) |       |        |                                |
| Mexiko                                | 1 - 0 | Panama | Reliant Stadium Houston, Texas |
| Salcido 60'                           |       |        | Reliant Stadium Houston, Texas |

### Žebříček týmů na třetích místech
| Sk. | Tým        | Z | V | R | P | VG | IG | +/- | B |
| --- | ---------- | - | - | - | - | -- | -- | --- | - |
| C   | Panama     | 3 | 1 | 1 | 1 | 5  | 5  | 0   | 4 |
| A   | Guadeloupe | 3 | 1 | 1 | 1 | 3  | 3  | 0   | 4 |
| B   | Salvador   | 3 | 1 | 0 | 2 | 2  | 6  | -4  | 3 |

## Play off

### Čtvrtfinále
| 16. června 2007 13:00 EDT     |       |           |                                            |
| Kanada                        | 3 - 0 | Guatemala | Gillette Stadium Foxborough, Massachusetts |
| De Rosario 17' Gerba 33', 44' |       |           | Gillette Stadium Foxborough, Massachusetts |

| 16. června 2007 16:00 EDT        |       |              |                                            |
| USA                              | 2 - 1 | Panama       | Gillette Stadium Foxborough, Massachusetts |
| Donovan 60' (pen.) Bocanegra 62' |       | 85' B. Pérez | Gillette Stadium Foxborough, Massachusetts |

| 17. června 2007 15:00 EDT (14:00 CDT) |           |           |                                |
| Mexiko                                | 1 - 0 (p) | Kostarika | Reliant Stadium Houston, Texas |
| Borgetti 97'                          |           |           | Reliant Stadium Houston, Texas |

| 17. června 2007 18:00 EDT (17:00 CDT) |       |                         |                                |
| Honduras                              | 1 - 2 | Guadeloupe              | Reliant Stadium Houston, Texas |
| Pavón 70'                             |       | 17' Angloma 20' Socrier | Reliant Stadium Houston, Texas |

### Semifinále
| 21. června 2007 19:00 EDT (18:00 CDT) |       |                               |                                 |
| Kanada                                | 1 - 2 | USA                           | Soldier Field Chicago, Illinois |
| Hume 76'                              |       | 39' Hejduk 45' (pen.) Donovan | Soldier Field Chicago, Illinois |

| 21. června 2007 22:00 EDT (21:00 CDT) |       |            |                                 |
| Mexiko                                | 1 - 0 | Guadeloupe | Soldier Field Chicago, Illinois |
| Pardo 70'                             |       |            | Soldier Field Chicago, Illinois |

### Finále
| 24. června 2007 15:00 EDT (14:00 CDT) |       |              |                                 |
| USA                                   | 2 - 1 | Mexiko       | Soldier Field Chicago, Illinois |
| Donovan 62' (pen.) Feilhaber 73'      |       | 44' Guardado | Soldier Field Chicago, Illinois |

## Vítěz
| Zlatý pohár CONCACAF 2007 USA 4. titul |